# Casino Royale (novel·la)
Casino Royale és la primera novel·la de James Bond, l'agent 007 del MI6 britànic, escrita per Ian Fleming.
Des de la seva publicació, ha aparegut com a tira còmica al Daily Express i ha estat adaptada per a la pantalla tres vegades: un episodi de 1954 de la sèrie de televisió Climax! de la cadena CBS, amb Barry Nelson fent d'un Bond americà, una versió cinematogràfica de 1967 amb David Niven interpretant "Sir James Bond" i una pel·lícula de 2006 a la sèrie de pel·lícules de EON Productions protagonitzada per Daniel Craig com a James Bond.

## Argument
M, director de l'MI6, assigna una missió a James Bond, l'agent especial 007, per participar en un joc de bacarà d'altes apostes i deixar en fallida a un home anomenat Le Chiffre, el tresorer d'una agència de contraespionatge soviètica anomenada «SODA». Bond haurà d'anar a un casino anomenat Royale-les-Eaux, al nord de França, per a descobrir els plans de Le Chiffre. L'agent 007 haurà d'actuar com un superb i envanit milionari. M li assigna una companya anomenada Vesper Lynd, l'assistent personal del cap de la Secció S de la Unió Soviètica. El servei secret de França, el Deuxième Bureau, i la CIA també envien agents de confiança al casino.
Quan James Bond hi arriba se li ordena que jugui Chemin de Fer, una variant avançada de bacarà, amb Le Chiffre. El joc aviat es transforma en una intensa confrontació entre Bond i Le Chiffre, el qual guanya la primera ronda, deixant en fallida a Bond. Mentre Bond contempla la possibilitat d'informar M del seu fracàs, l'agent de la CIA Felix Leiter ajuda a Bond i li dona un sobre amb trenta-dos milions de francs i una nota que diu: «Ajuda Marshall. Trenta-dos milions de francs. Salutacions des dels EUA». El joc continua, i Le Chiffre s'adona que Bond és un agent secret, pel que mana a un dels seus guardaespatlles que el mati. Tanmateix fracassa i finalment Bond guanya el joc, prenent-li a Le Chiffre vuitanta milions de francs pertanyents a SMERSH.
Desesperat per recuperar els diners, Le Chiffre segresta a Bond i a Vesper i sotmet a Bond a una tortura brutal, amenaçant amb assassinar-los a tots dos si no li tornen els diners. Enmig de la sessió de tortura un agent de la SMERSH entra i assassina a Le Chiffre com a càstig per haver perdut els diners. L'agent deixa lliure a Bond, dient-li que no tenia ordres d'assassinar-lo, però marca una 'Ш' (sh) ciríl·lica, de SHpion ("espia" en rus), a la mà de Bond perquè altres agents de SMERSH siguin capaços d'identificar-lo.
Després de tot el que ha passat, Vesper visita a Bond cada dia mentre ell és a l'hospital, i a poc a poc Bond s'adona que l'estima. Quan donen d'alta a Bond, passen un temps junts i es converteixen en amants. Un dia es troben un home anomenat Gettler, que els diu que ha estat vigilant tots els seus moviments, el que angoixa molt a Lynd, tot i que Bond no s'ho pren gaire seriosament. L'endemà al matí Bond descobreix que Vesper s'ha suïcidat. Ella li havia deixat una nota, que deia que havia estat treballant en contra de la seva voluntat com a agent doble de l'MVD. El SMERSH havia segrestat al seu xicot, un pilot polonès de la RAF que havia passat informació sobre ella sota tortura; SMERSH havia utilitzat aquesta informació per fer-li xantatge i aconseguir que els ajudés a sabotejar la missió de Bond, incloent el seu segrest. Ella havia decidit iniciar una nova vida amb Bond, però en veure a Gettler, un agent de SMERSH, s'havia adonat que mai seria lliure dels seus torturadors i que quedar-se amb Bond només faria que posar-lo en perill. Bond acaba informant als servei secrets de la condició d'agent doble de Lynd, dient-li fredament al seu contacte, «La guineu ha mort».

## Publicació

Almirall John Henry Godfrey, superior de Fleming a la Divisió d'Intel·ligència Naval i base d'inspiració pel personatge anomenat M.

Durant el transcurs de la Segona Guerra Mundial, Fleming ja havia esmentat algun cop als seus amics que volia escriure una novel·la d'espies, però no va començar a escriure-la fins al 17 de febrer de 1952, mentre es trobava a la seva casa de Jamaica. Posteriorment va afirmar que va començar a escriure la novel·la per distreure's del seu pròxim casament amb Ann Charteris, que es trobava embarazada.
Ell considerava que la seva novel·la era «absurda», tot i que quan li va mostrar a la seva dona aquesta li va aconsellar que la publiqués.
Per escriure Casino Royale Fleming es va basar en diversos moments de la seva vida. Un d'aquests episodis va ser un viatge que havia fet a Portugal, al costat del Director d'Intel·ligència Naval, mentre treballava a la Divisió d'Intel·ligència Naval de l'Almirallat. Allà havien decidit anar a jugar a pòquer al casino d'Estoril. A causa de la situació en què es trobava Portugal en aquells moments, hi havia diversos espies alemanys vigilant el seu joc. Fleming va afirmar que havia estat atacat pels espies alemanys, esdeveniment al que ell mateix va anomenar «mandatari alemany». Encara que el seu company Godfrey va explicar una història diferent, dient que només havien jugat al pòquer i que Fleming fantasiava amb la seva baralla contra els agents alemanys. Fleming també va esmentar que la part de la novel·la on volen assassinar Bond està basada en una història real, quan es va haver d'avortar un intent d'assassinar Franz von Papen a Alemaya.

## Personatges i temes
El personatge principal de Casino Royale és James Bond, un agent del «Servei secret britànic». Per crear el nom del protagonista, Fleming es va basar en el llibre d'ornitologia Birds of the West Indies, l'autor del qual es diu James Bond. Fleming també va declarar que «aquest llibre pot ser que sigui una mica romàntic, anglosaxó, així que necessitava a un personatge masculí que protagonitzés la novel·la, i així va néixer James Bond ... ».
La biografia de Fleming també proporciona més detalls de l'origen de Bond, entre ells diu que es va basar en la seva pròpia actitud, per crear la de Bond. També diu que el nom de Vesper Lynd ve del còctel de Vesper.
Per crear al superior de Bond, M, Fleming es va inspirar en el seu superior durant la guerra, l'Almirall Sir John Godfrey. Sembla que Godfrey tenia un estrany comportament, igual que M.